# Оноэ Кикуносукэ V
Оноэ Кикуносукэ V (яп. 五代目 尾上 菊之助 Годаймэ Оноэ Кикуносукэ), настоящее имя Кадзуясу Тэрасима (яп. 寺嶋 和康, родился 1 августа 1977 года в Токио) — японский театральный актёр, преимущественно занятый в кабуки в амплуа оннагата (женских ролей), лауреат нескольких театральных премий.

## Биография и карьера
Потомственный актёр, сын киноактрисы Дзюнко Фудзи и одного из известнейших современных актёров кабуки Оноэ Кикугоро VII, потомок театрального клана Оноэ, известного с конца XVII — начала XVIII века; старшая сестра Кадзуясу Синобу также выбрала актёрскую карьеру. Осваивал кабуки с раннего детства; впервые вышел на сцену под именем Оноэ Усиносукэ в 6-летнем возрасте, в феврале 1984 года в постановке Ehon Ushiwakamaru о юности Минамото-но Ёсицунэ.
Текущее имя Оноэ Кикуносукэ V получил в 18-летнем возрасте, в мае 1996 года, унаследовав его, как и первое имя, от отца (носившего имя Кикуносукэ IV в 1965—1972) и деда (Оноэ Байко VII, выступавшего как Оноэ Кикуносукэ III в 1935—1947 годах). В течение юности Оноэ учился традиционному сценическому танцу под наставничеством Фудзимы Кансо II и Оноэ Сёроку II, играя преимущественно в амплуа оннагата (женских ролей), но постепенно осваивая и юношеские, в частности роль Минамото-но Ёсицунэ в постановке Kanjincho 1964 года.
Помимо классического японского репертуара, в репертуаре Оноэ Кикуносукэ V имеются и локализации западных драм. В частности, он играл главные роли в кабуки-адаптации шекспировской «Двенадцатой ночи» под руководством режиссёра Юкио Нинагавы, исполняя эквиваленты ролей Виолы/Цезарио и Себастьяна (соответственно княжны Бива-химэ, её альтер эго Сисимару и брата Сюдзэнносукэ). Пьеса была впервые поставлена в «Кабукидза» в 2005, а впоследствии успешно гастролировала как по другим театрам Японии, так и в лондонском театре «Барбикэн» (в 2009).

## Премии
- 2003 — Премия исполнительских искусств Мацуо[яп.] в категории «лучший дебют»[4]
- 2005 — Премия им. Харуко Сугимуры в рамках 12-й церемонии награждения Театральной премии «Ёмиури»[5]
- 2006 — Премия им. Сюдзи Тэраямы в рамках 5-й церемонии премии исполнительских искусств «Асахи симбун»[6]
- 2006 — Премия поощрения искусств Министерства образования Японии[7]
- 2006 — Театральная премия «Ёмиури» в категории «лучший актёр» (поделена с Такэси Кусакой[яп.] и Ясунори Дантой[яп.])[8]
- 2007 — Театральная премия «Ёмиури» в категории «лучший актёр» (поделена с Хидэдзи Отаки[англ.], Цуёси Кусанаги[англ.] и Накамурой Китиэмоном II[англ.])[9]
- 2011 — Театральная премия «Ёмиури» в категории «лучший актёр» (поделена с Такаей Камикавой[англ.], Чо Сонха[яп.] и Исао Хасидзумэ[яп.])[10]
- 2012 — Театральная премия «Ёмиури» в категории «лучший актёр» (поделена с Ясунори Дантой, Хирой Микидзиро[англ.] и Кунио Мураи[англ.])[11]